# Pat Buckley

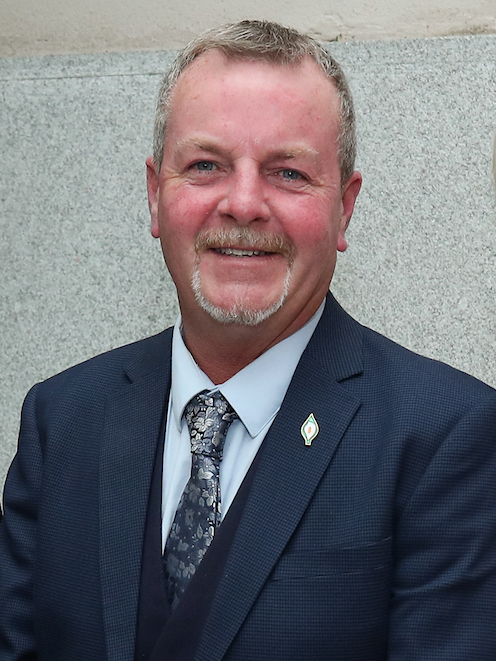
Pat Buckley (2023)

Pat Buckley (* 10. Februar 1969 in Midleton, County Cork, Irland) ist ein irischer Politiker der Sinn Féin, der seit 2016 Abgeordneter im Dáil Éireann ist.

## Leben
Pat Buckley arbeitete im Baugewerbe. Sein Vater war Steinmetz. 2014 wurde er für die Sinn Féin in den Cork County Council gewählt. 
Bei den Wahlen zum Dáil Éireann 2016 gelang es ihm, im Wahlkreis Cork East einen Sitz zu erringen. 2020 und 2024 konnte er den Sitz verteidigen.

## Privates
Er ist mit Sandra verheiratet und hat mit ihr zwei Kinder. 2013 und 2017 war er wegen Alkohol auffällig (Trunkenheitsfahrt 2013 und Beleidigung unter Alkoholeinfluss 2017) geworden.